# Michaela Hejnová
Michaela Hejnová (* 10. dubna 1980, Liberec) je bývalá česká atletka, vícebojařka.
První úspěch zaznamenala v roce 1998 na juniorském mistrovství světa v Annecy, kde skončila na pátém místě. O rok později získala na mistrovství Evropy juniorů v lotyšské Rize stříbrnou medaili (5 786 bodů). V roce 2002 obsadila na mistrovství Evropy v Mnichově sedmé místo, když v sedmiboji nasbírala celkově 6 032 bodů. Dalšího úspěchu dosáhla na světové letní univerziádě 2003 v jihokorejském Tegu, kde vybojovala bronzovou medaili (5 795 bodů). Na předchozí univerziádě v Pekingu v roce 2001 skončila pátá.
V roce 2004 reprezentovala na letních olympijských hrách v Athénách, kde skončila na 26. místě s počtem 5 716 bodů. Svůj poslední sedmiboj absolvovala ve dnech 18. a 19. června 2008 na kladenském mítinku TNT Express Meeting.
Její mladší sestra Zuzana se rovněž věnuje atletice.